# Vouzailles
Vouzailles é uma comuna francesa na região administrativa da Nova Aquitânia, no departamento de Vienne. Estende-se por uma área de 15,77 km². Em 2010 a comuna tinha 596 habitantes (densidade: 37,8 hab./km²).